# Clément Cartuyvels
Clement Marie Guillaume Cartuyvels (Sint-Truiden, 26 februari 1842 - 31 augustus 1921) was een Belgisch volksvertegenwoordiger en burgemeester voor de Katholieke Partij. Hij was de vader van de latere burgemeester van Sint-Truiden, Paul Cartuyvels.

## Levensloop
Cartuyvels was doctor in de rechten en advocaat. Van 1872 tot 1875 was hij lid van de Bestendige Deputatie van de provincieraad van Limburg. In deze periode werd hij ook benoemd tot plaatsvervangend vrederechter voor het kanton Sint-Truiden. 
Hij keerde terug  naar de politiek toen hij voor het arrondissement Hasselt in 1894 verkozen werd als volksvertegenwoordiger (18.742 stemmen, tegen liberale en onafhankelijke kandidaten). Hij zetelde voor de Katholieke Partij.
Hij nam deel aan discussies over de budgetten van justitie, landbouw, industrie, tewerkstelling en openbare werken. Hij hield ook redevoeringen - die door velen gevolgd werden - over de uitwerking van het wetsontwerp aangaande vrijstelling van ontheffing van het bakenrecht, instelling van een accijns op de margarine en wijziging van het douanetarief, alsmede ter gelegenheid van de debatten betreffende de organische wet op de lagere scholen. Hij bleef volksvertegenwoordiger tot 1912 en werd daarna senator (1912-1919). 
In 1899 werd hij tevens gemeenteraadslid en burgemeester in Sint-Truiden. Hij bleef deze mandaten uitoefenen tot aan zijn dood.